# Stefan Beinlich
Stefan Beinlich est un footballeur allemand né le 13 janvier 1972 à Berlin-Est. Il jouait au poste de milieu de terrain défensif et était réputé pour ses puissantes frappes.

## Biographie
Stefan Beinlich est né en République démocratique allemande à Berlin-Est. Il intègre les équipes jeunes du BFC Dynamo, en 1988 il est renvoyé à cause de trouble du rythme cardiaque. Il rejoint donc un club plus modeste, le SG Bergmann-Borsig et commence à apprendre le métier d'électricien. Après les équipes juniors il évolue en équipe première en deuxième division de RDA.
Après la réunification de l'Allemagne il obtient en 1991 un contrat professionnel en Angleterre, à Aston Villa. Il joue à cette époque en attaque mais ne marquera qu'un seul but en 16 rencontres. En 1994, il revient en Allemagne et s'engage au Hansa Rostock qui évolue en 2.Bundesliga, il termine comme meilleur buteur de deuxième division et contribue à la promotion du club en Bundesliga. Après trois saisons à Rostock, il rejoint le Bayer Leverkusen de 1997 à 2000, avec ce club il terminera deux fois vice-champion d'Allemagne. En 2000, il retourne dans sa ville natale et joue pour le Hertha Berlin. Après trois saisons dans la capitale il s'engage avec le Hambourg SV. Jusqu'à la fin de la saison 2005-2006, il aura disputé 279 matchs en Bundesliga avec 56 buts marqués.
La saison suivante il retourne au Hansa Rostock qui évolue de nouveau en deuxième division et réussira à ramener le club en Bundesliga. Son retour en première division est problématique, à cause de nombreuses blessures il ne pourra pas aider le club à se maintenir, en cours de saison 2007-2008 il est obligé d'arrêter sa carrière de joueur.
Le 15 novembre 2009, il dispute son match d'adieu à l'Ostseestadion de Rostock devant 18 900 spectateurs.
Beinlich portera cinq fois le maillot de l'équipe d'Allemagne, la première fois le 2 septembre 1998 lors d'un match amical contre Malte, la dernière fois le 16 août 2000 contre l'Espagne, lors d'une victoire 4 à 1 et la première de l'entraineur Rudi Völler.
Après sa carrière de joueur, Beinlich reste au Hansa Rostock et prend les fonctions de manager en mai 2010. Le club qui était descendu en troisième division retrouve la deuxième division après une saison. En juin 2012, il démissionne et s'occupe d'un club d'athlétisme à Rostock. En 2019, il revient au Hansa Rostock, pour s'occuper du centre de formation.

## Palmarès
- 5 sélections et 0 but avec l'équipe d'Allemagne entre 1998 et 2000
- Vice-champion d'Allemagne en 1999 et 2000 avec Bayer Leverkusen
- Champion d'Allemagne de D2 en 1995 avec le Hansa Rostock
- Vainqueur de la Coupe de la Ligue allemande en 2001 et 2002 avec le Hertha Berlin puis en 2003 avec Hambourg
- Vainqueur de la Coupe Intertoto en 2005 avec Hambourg
- Vainqueur de la League Cup en 1994 avec Aston Villa